# Sande, Friesland

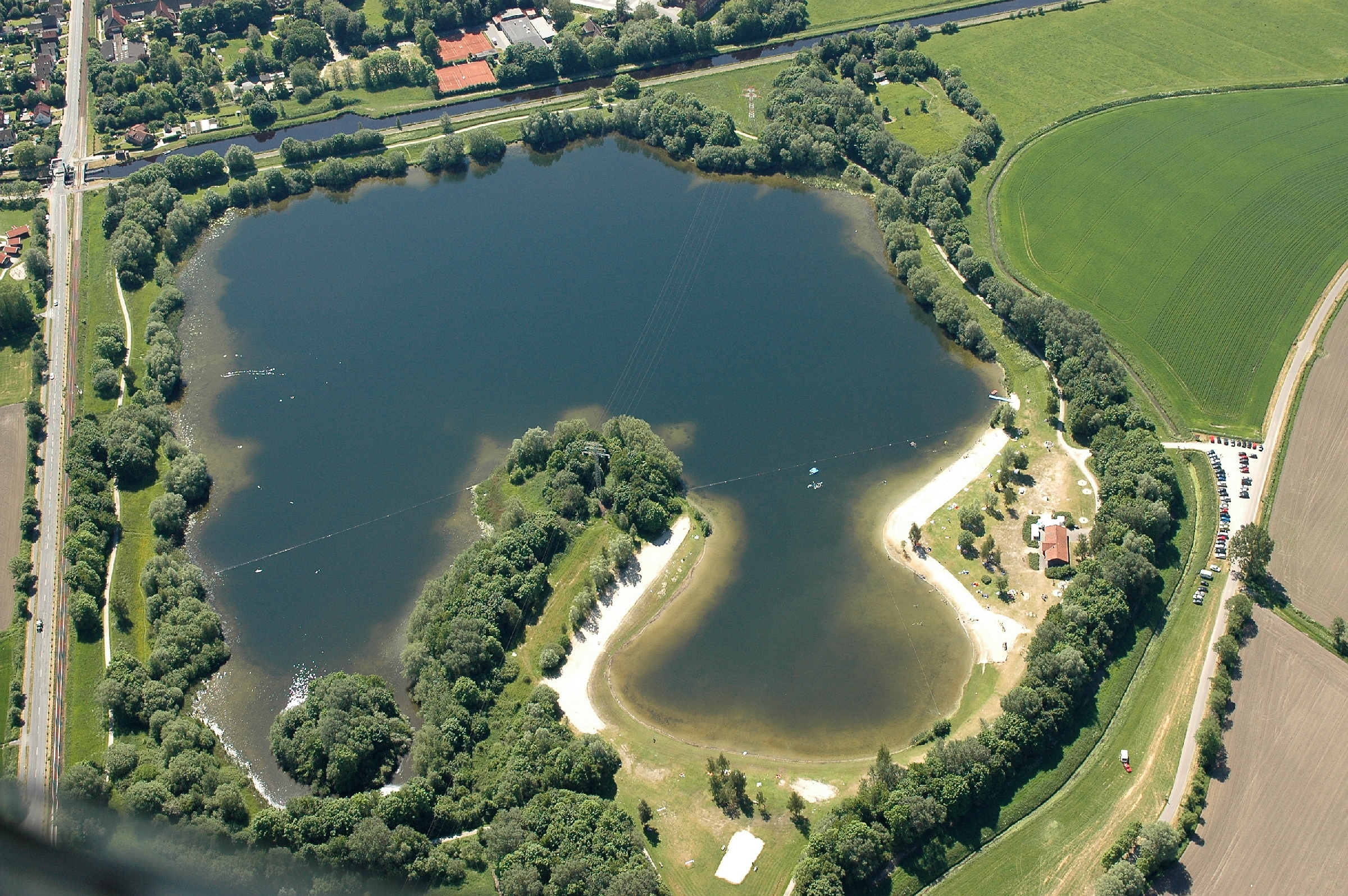
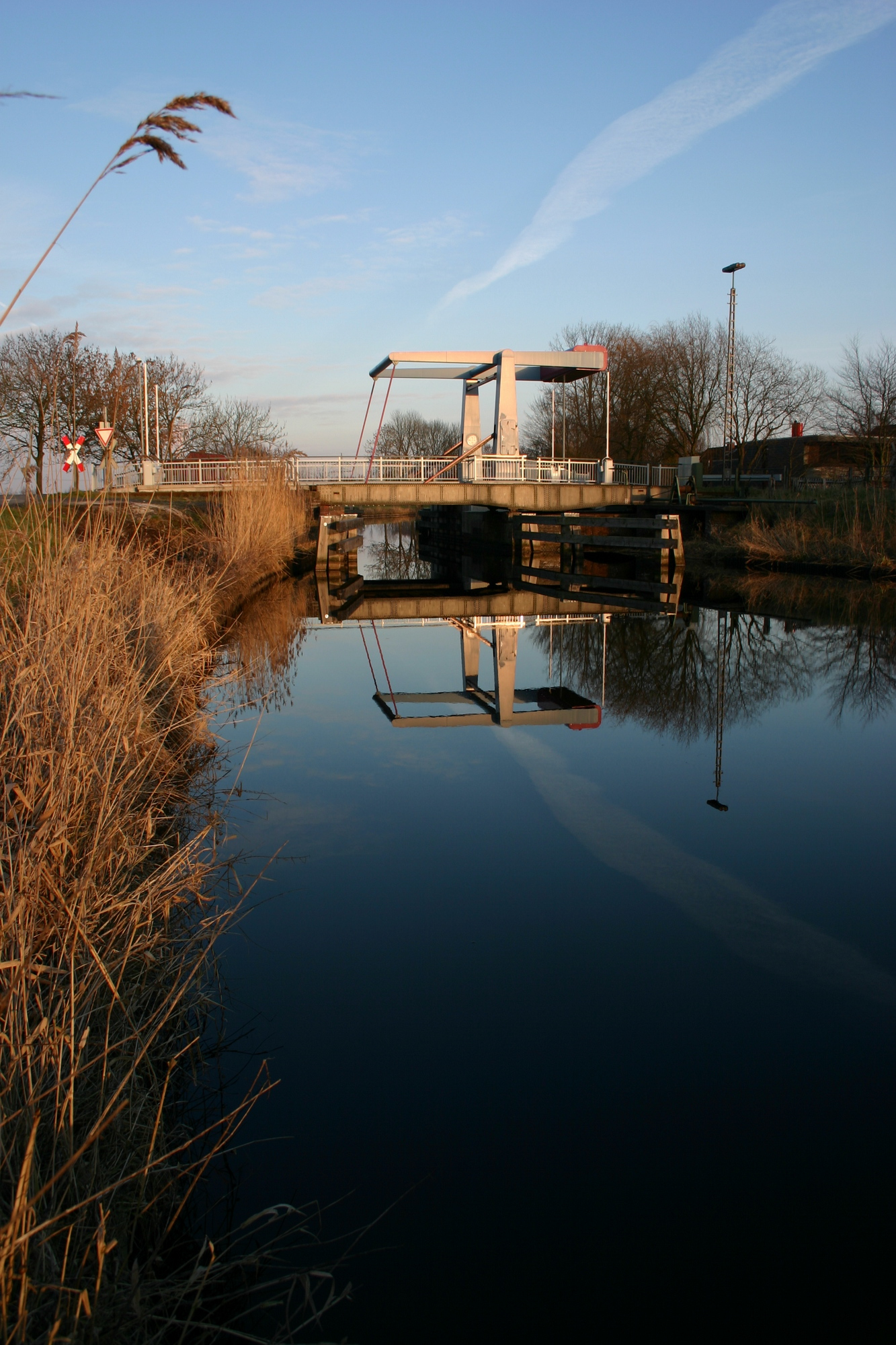
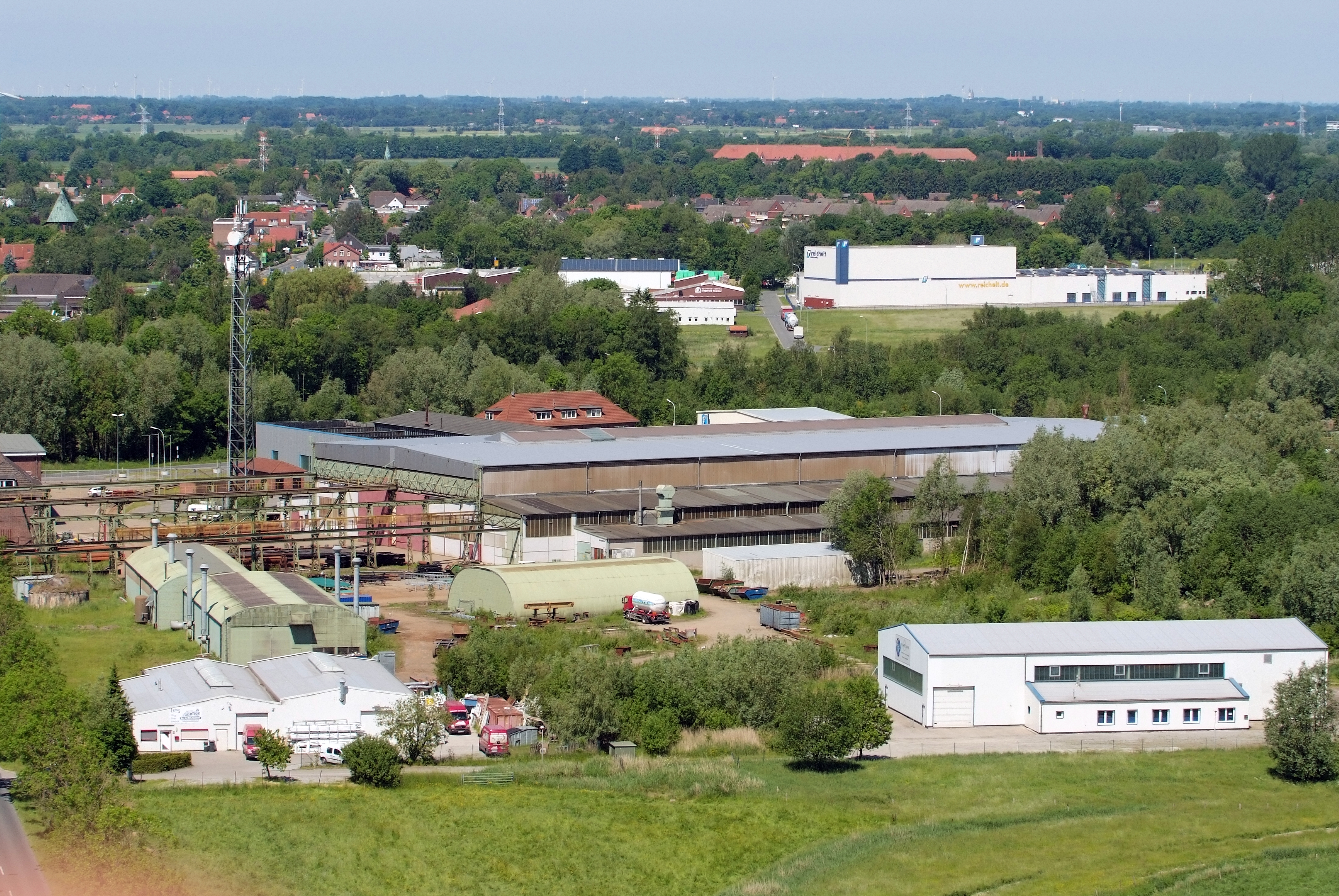

Sande là một đô thị thuộc the huyện Friesland, bang Niedersachsen, Đức. Đô thị này có diện tích km². Sande nằm gần Jadebusen, cự ly khoảng 7 km về phía tây của Wilhelmshaven, và 12 km về phía đông nam của Jever.